# Lehtosaari (ö i Norra Savolax, Norra Savolax, lat 63,44, long 27,29)
Lehtosaari är en ö i Finland. Den ligger i sjön Nerkoonjärvi och i kommunen Idensalmi i den ekonomiska regionen  Övre Savolax ekonomiska region  och landskapet Norra Savolax, i den centrala delen av landet, 400 km norr om huvudstaden Helsingfors. Öns area är 18,9 hektar och dess största längd är 0,7 kilometer i sydväst-nordöstlig riktning.